# Flatiron District
Pour les articles homonymes, voir Flatiron.
À New York, le Flatiron District est un petit quartier du Midtown de l'arrondissement de Manhattan, situé autour du Flatiron Building, un des premiers gratte-ciel de la ville, remarquable par sa forme triangulaire.
Cette partie de l'île new-yorkaise forme une jonction entre le Midtown et le Lower Manhattan. Essentiellement constituée d'immeubles commerciaux, elle n'est toutefois pas aussi animée que le centre du Midtown, et n'a pas non plus le charme des quartiers situés plus au sud, comme East Village ou Little Italy.
Ce quartier s'est autrefois appelé « Photo district », avec la présence de nombreux studios de photographes. On y trouve aujourd'hui plusieurs magasins de jouets, ainsi que le siège de la Toy Industry Association (en), qui organise chaque année le 	
Salon du jouet de New York (American International Toy Fair). Cette zone commerciale porte logiquement le surnom de « Toy district ». 
Parmi les grands magasins du Flatiron District, on peut citer Ann Taylor, Victoria's Secret, Club Monaco, Origins et un Lego Store. Le Madison Square Park est situé dans le même secteur, tout comme le Museum of Sex et le Gershwin Hotel, qui expose des œuvres d'Andy Warhol et d'autres anciens artistes new-yorkais.  

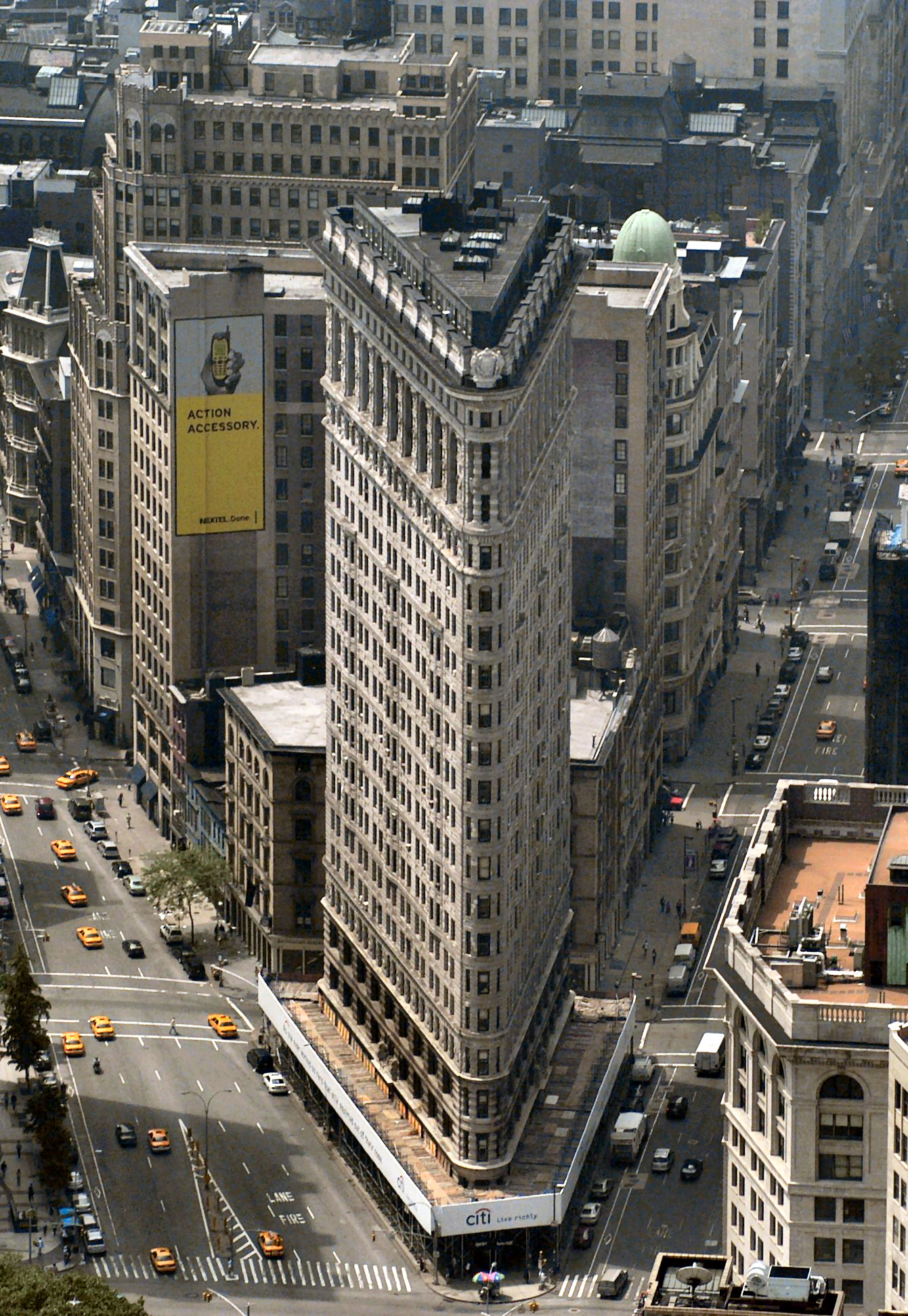
Le Flatiron Building.
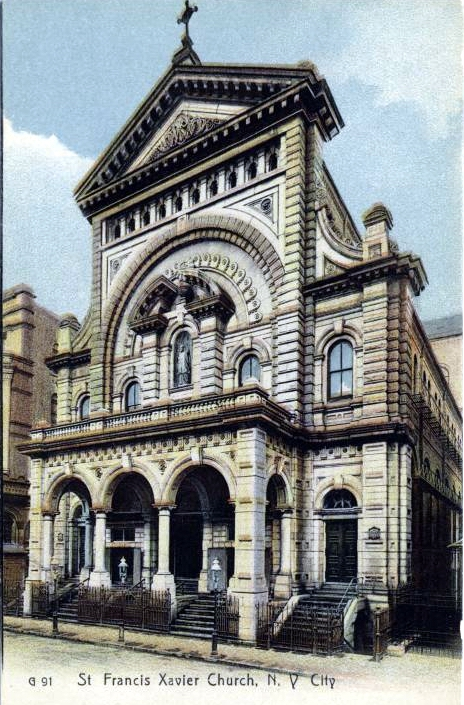
L'Église Saint-François-Xavier.
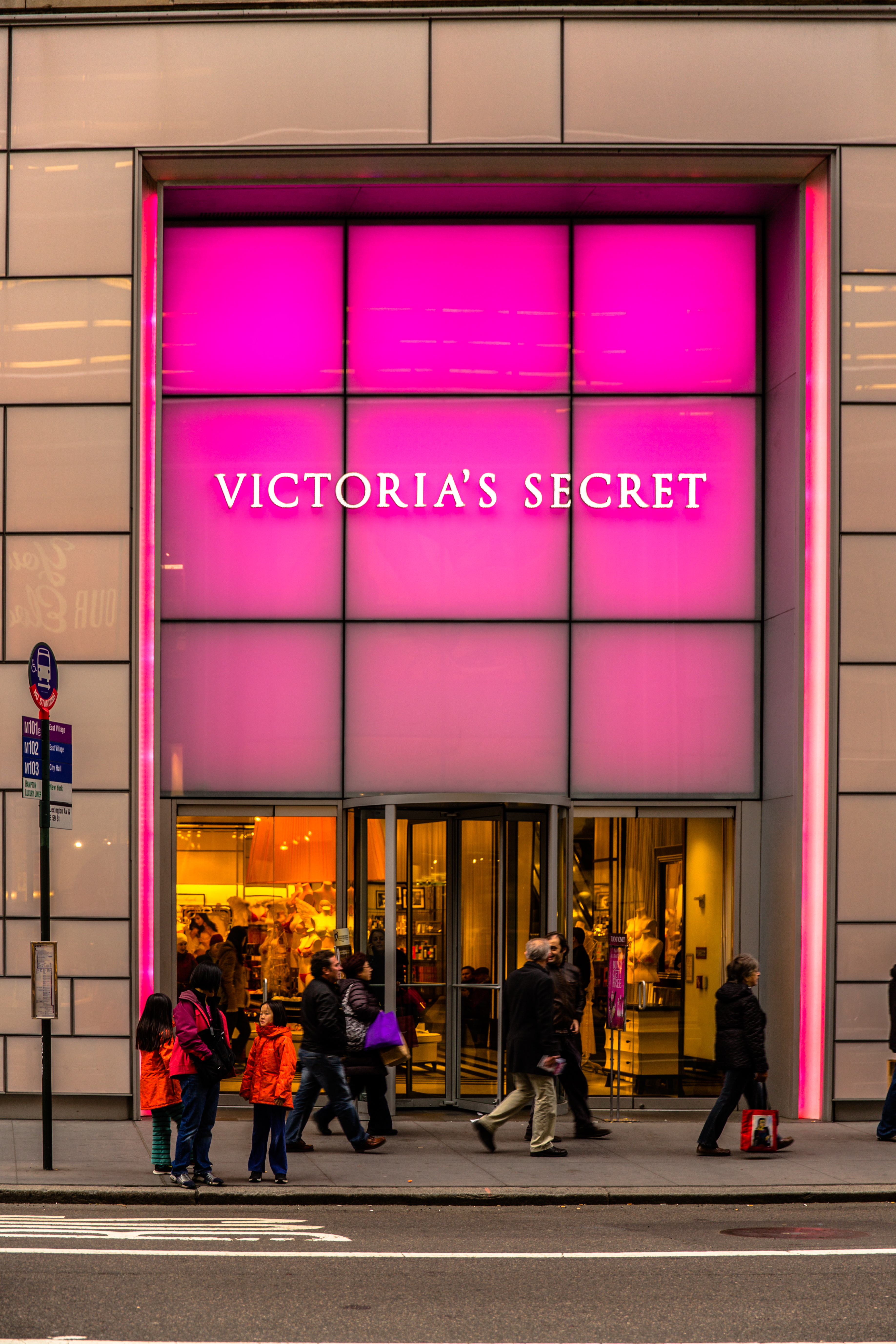
Entrée du magasin Victoria's Secret.
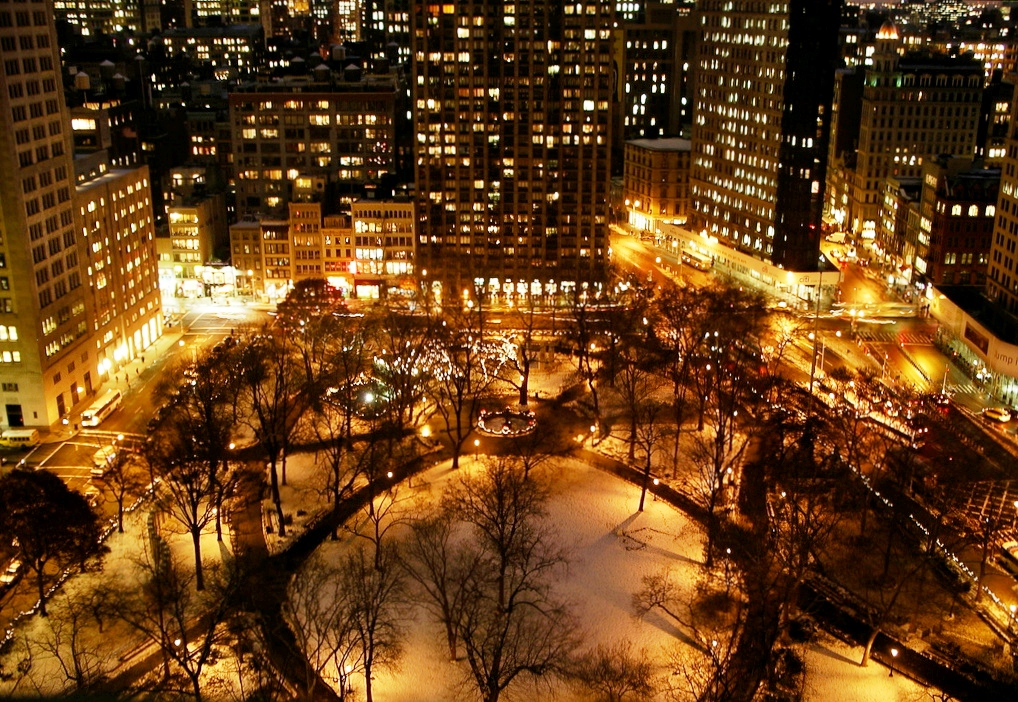
Le Madison Square Park.